# Diphyus inopinus
Diphyus inopinus är en stekelart som beskrevs av Heinrich 1972. Diphyus inopinus ingår i släktet Diphyus och familjen brokparasitsteklar. Inga underarter finns listade i Catalogue of Life.